# Олбрам от Шкворец
Олбрам от Шкворец (на чешки: Olbram ze Škvorce, Volfram, Wolfram von Škvorec, Wolfram de Skworecz, † 1 май 1402, вероятно в Прага) е архиепископ на Прага от 1396 до 1402 г.

## Произход и духовна кариера
Той е син на Олбрам Менхарт, произлизащ от Егер, който от 1356 г. е съдия в Прага Нойщат (Праžскé Новé Мěсто), през 1373 – 1380 бургграф на Вишеград и получава 1361 г. господството Шкворец. Майка му Катарина е сестра на пражкия архиепископ Йохан от Йенщайн. След смъртта на баща му през 1388 г. братята Олбрам, Паул и Вацлав стават собствениси на господство Шкворец.
Олбрам е каноник във Вишерад. Той следва литература и изкуство в университета в Прага и след това право в Болоня. След завръщането му в Бохемия през 1379 г. по предложение на папата той става домхер в Прага.
Олбрам става канцлер в Херцогство Гьорлиц и най-близък довереник по време на цялото му управление до 1396 г. на херцог Йохан от Гьорлиц, малкият брат на крал Вацлав IV. На 31 януари 1396 г. става епископ и архиепископ. Той свиква няколко събора. Близък е на краля и през 1398 г. го придружава при крал Шарл VI от Франция.
На 12 август 1401 г. крал Вацлав IV го назначава заедно с трима бохемски благородници за съ-регент.
Той умира през 1402 г. Погребан е в катедралата „Свети Вит“.